# 二鯤鯓砲臺
22°59′19″N 120°09′37″E / 22.988531°N 120.160207°E
二鯤鯓砲臺，或作二鯤鯓礮臺，舊稱三鯤鯓礮臺、安平大礮（砲）臺，現在一般俗稱為億載金城（台羅：It-tāi-kim-siânn），是一座清朝時建立的砲臺。位於臺灣臺南市安平區，為中華民國文化部所管轄的國定古蹟。

## 沿革
在清治時期同治十三年（1874年）日軍侵入今屏東縣一帶，引發了牡丹社事件。而清廷知道日軍犯臺後，遂命福建船政大臣沈葆楨以欽差（欽差辦理臺灣等處海防兼理各國事務大臣）身份來臺處理此事。這段時間裡，沈葆楨在臺灣規畫並進行了許多事情，而興建二鯤鯓砲臺便是其中的一件。
當時協助沈葆楨的法國人日意格，聘請了原在馬尾造船廠工作的法國工程師帛爾陀（M. Berthault）及魯富設計砲臺:304，而帛爾陀在設計時則參考了巴黎的外圍防禦工事。該工程從同治十三年（1874年）九月開始動工，直到光緒二年（1876年）八月才完工，而光緒年間亦有再加以修建。在這之後二鯤鯓砲臺在清法戰爭和乙未年（1895年）劉永福抗日時，都曾對敵砲擊而發揮了其防禦外敵的功能。
在日治時期，由於日本人在統治初期並未予以維護，故二鯤鯓砲臺周圍便一片荒蕪。日俄戰爭期間，日本政府把一些億載金城的大砲賣出去，以補償戰爭造成的經濟損失，現僅留後膛小砲一座為當時古物。除此之外，由於兵器的進步以及軍事理論的改變，億載金城遂就此失去了其戰爭價值。不過後來日本人將其列為府城名勝，依照〈史蹟名勝天然紀念物保存法〉指定為臺灣史蹟名勝天然紀念物:281，遂又予以整修，並將原本進入砲臺的木橋改為飾以洗石子的鋼筋混泥土橋。
第二次世界大戰結束後，由於二鯤鯓砲臺地處荒郊，又有違建戶進入其中居住，以致砲臺的保存情況更為糟糕。民國四十五年（1956年）台南市文獻委員會選億載金城為台南十二勝景之一，名約「金城春曉」。
民國六十四年（1975年），正好是其建成一百週年的時候，臺南市政府因應推動「臺南市名勝古蹟整修三年計畫」進行大規模整建，並仿製當年大砲、小砲，並委請臺南雕塑師邱火松（1929-2014）雕塑沈葆楨銅像於二鯤鯓砲臺中。
民國七十二年（1983年）12月28日，中華民國內政部公告第一批15座一級古蹟名單，二鯤鯓砲臺名列其中。民國八十六年（1997年）5月，《文化資產保存法》修法後，不再區分為一至三級古蹟，而採用國定、直轄市定、縣市定三級。二鯤鯓砲臺改為國定古蹟。
民國八十八年（1999年），二鯤鯓砲臺再次進行修復，而後重新開放。另外在最後一次整修時挖出了部分原埋藏於地底之下的兵房與小礮彈藥庫遺跡，現以玻璃罩保護著以供人參觀。

### 名稱
清朝時，關於此砲臺的稱呼有「安平礮臺」、「三鯤鯓（身）礮臺」等稱呼，其中以光緒二年四月十三日（1863年5月30日）的上諭中出現的「臺灣安平口三鯤身礮臺」為最完整的名稱:282。光緒二十年（1894年）的《臺灣通志》則除了使用「安平礮臺」或「三鯤鯓礮臺」的稱呼外，也稱作「安平大礮臺」，以和道光二十年（1840年）姚瑩所建安平舊礮臺做區別:282。
原本砲臺建築地點為三鯤鯓而被稱為「三鯤鯓礮臺」，但由於二、三鯤鯓有相連的現象，導致砲臺在所在地的標示在清朝時就已有所混淆。如光緒十一年（1885年）的《臺灣地輿全圖》一書裡的〈全臺前後山總圖〉與〈臺南府全圖〉，便分別標示為三鯤身、二鯤身:283。到了日治時期，因地形變化等因素，二鯤鯓在《臺灣堡圖》上被標在港道以北的效忠里上鯤鯓社，三鯤鯓則是標在港道以南的效忠里下鯤鯓社，而四鯤鯓則向北推移與三鯤鯓相連:282:30。砲臺也因為所在地被改劃為二鯤鯓，名稱隨之變成「二鯤鯓礮臺」:282:30。
安平當地的臺灣話，慣將「億載金城」讀做「It-tāi-kim-siânn」。其中「載」若釋為時間長度的「年」，應唸作「tsáinn」，故可能是讀成「戴」或「代」。

## 平面配置與構造
二鯤鯓砲臺基本上是一座方形砲臺，周圍砌築磚牆及四面砌設磚墩壕溝，四個角落則設有較為突出的稜堡結構，上頭安置大砲一座。稜堡比周圍環境較高，並留有馬路與矮牆（胸牆），而砲臺牆體則成45°傾斜。稜堡之間的牆壁內凹，主要是規畫讓槍隊在此防禦已經侵犯到近處的敵人。砲臺營門採用法蘭斯磚砌法（Flemish Bond），正背面各題有「億載金城」及「萬流砥柱」，即出自沈葆楨所題字，砲臺所構築的建材主要是以三合土及磚材為主，其中磚材的部分是從當時已經傾圮的熱蘭遮城所取來。
砲臺周圍有塹壕圍繞，可將海水引入形成護城河。過去要進出砲台只能經由東面門洞可升降的木橋進出，該橋於1930年代修復工程時昭和時期改建為鋼筋混泥土橋，並以洗石子欄杆為裝飾，而通過長達21公尺的門洞後，在砲臺正中央便是操兵用的廣大中庭，而周圍則有兵舍及彈藥庫等，彈藥庫的遺跡於1995年發現，為三合土牆砌造。目前因安全顧慮已掩埋。

## 圖片

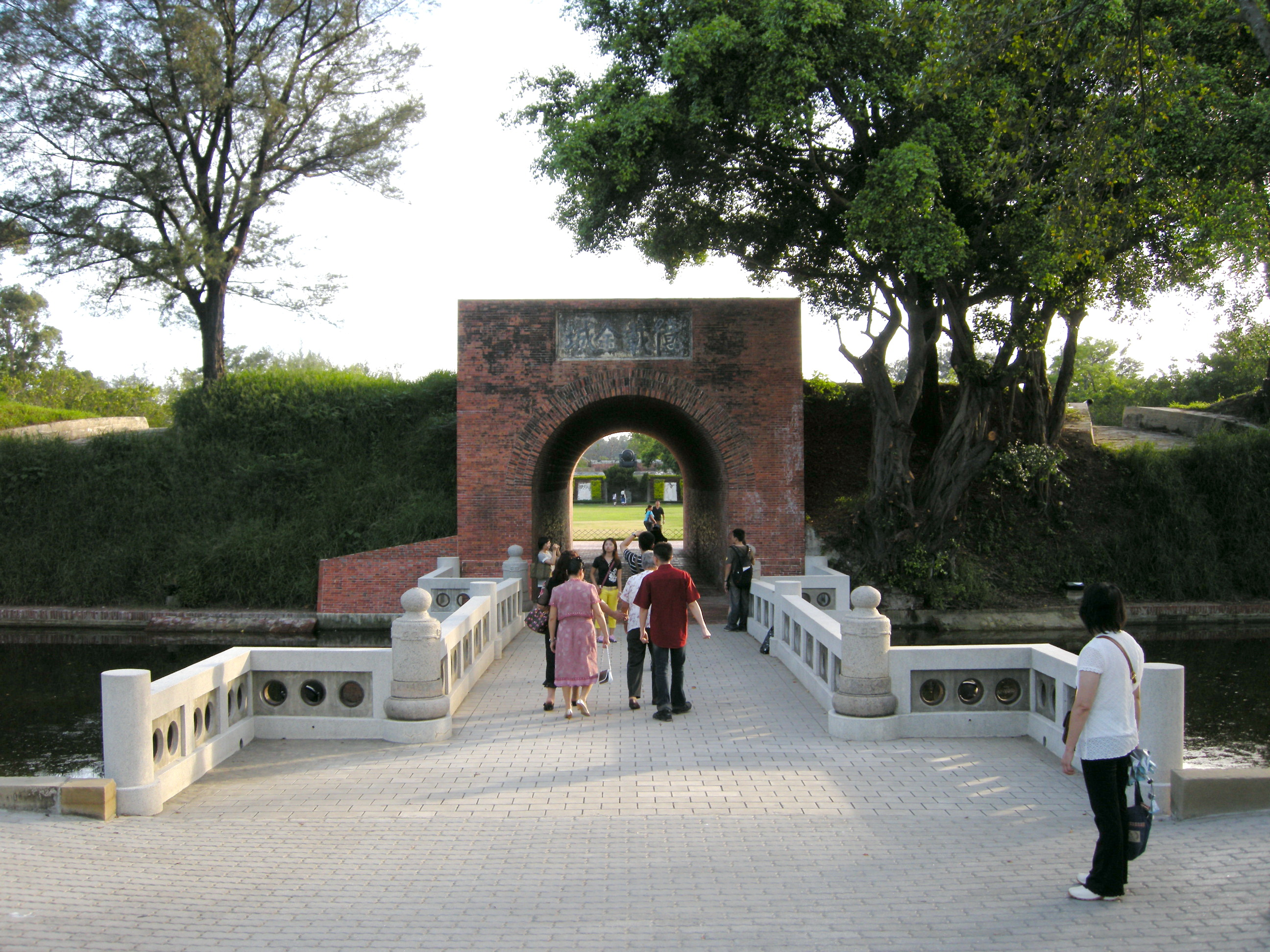
「億載金城」正門
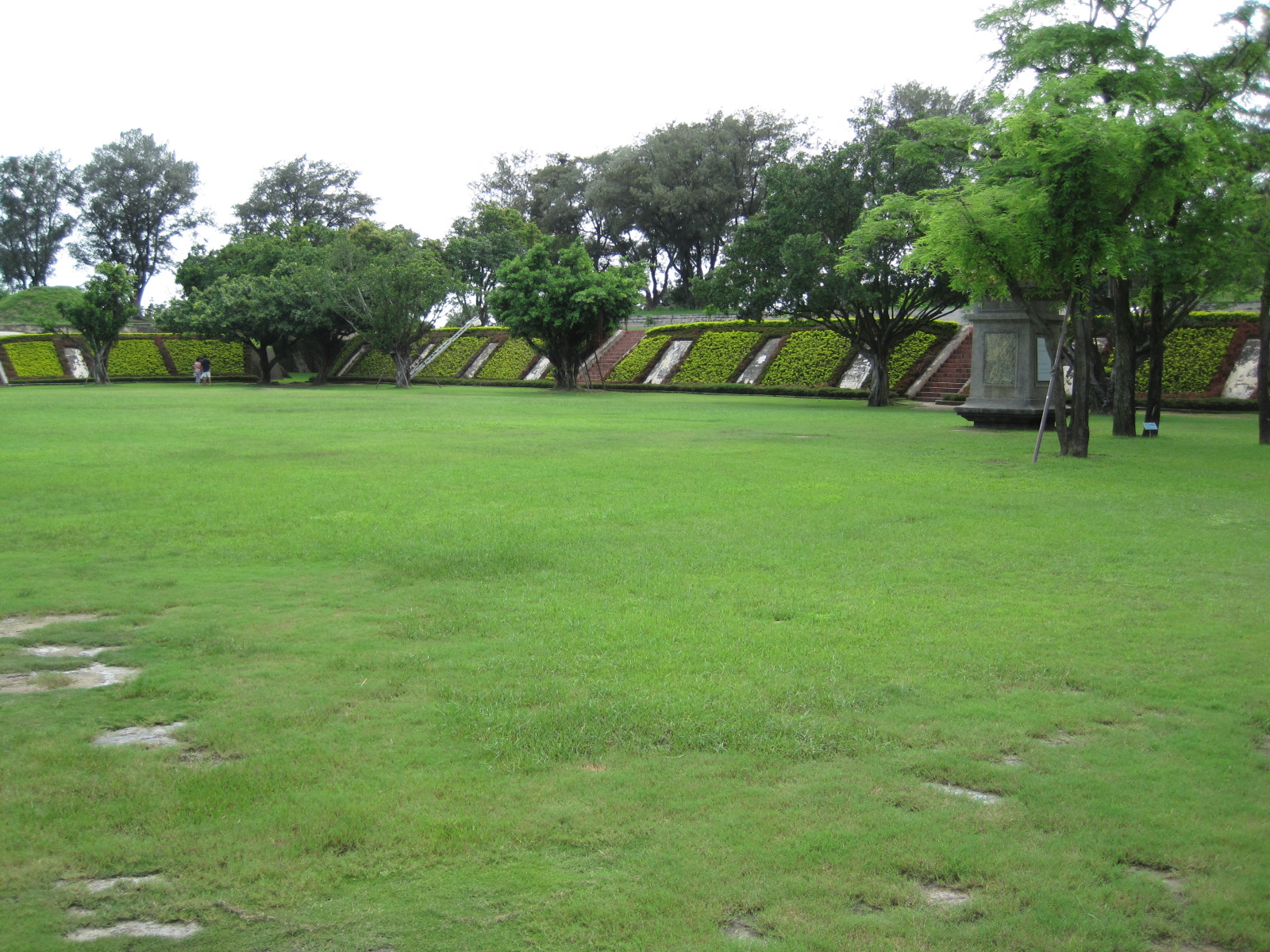
中庭（昔日練兵之處）
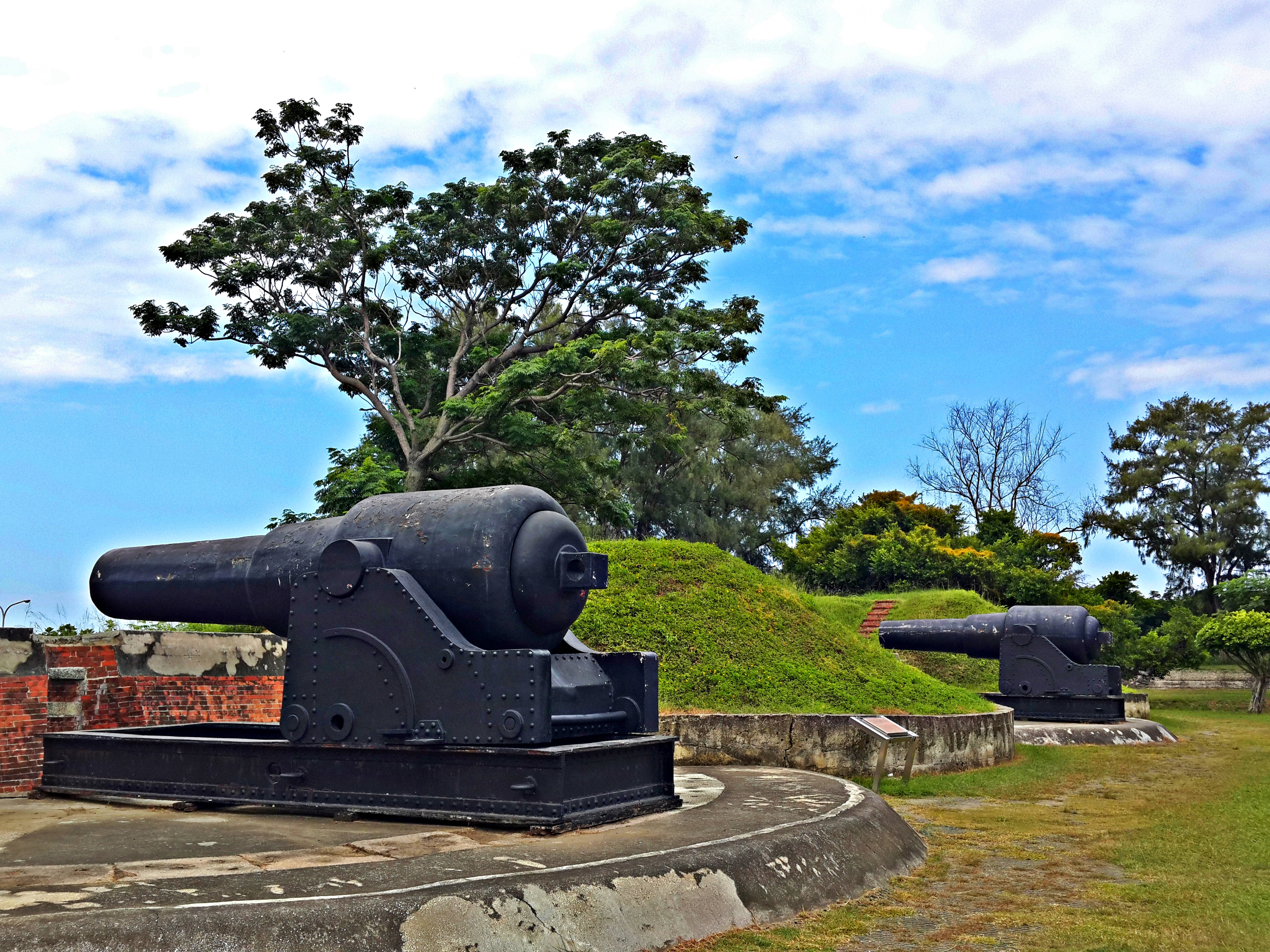
大砲
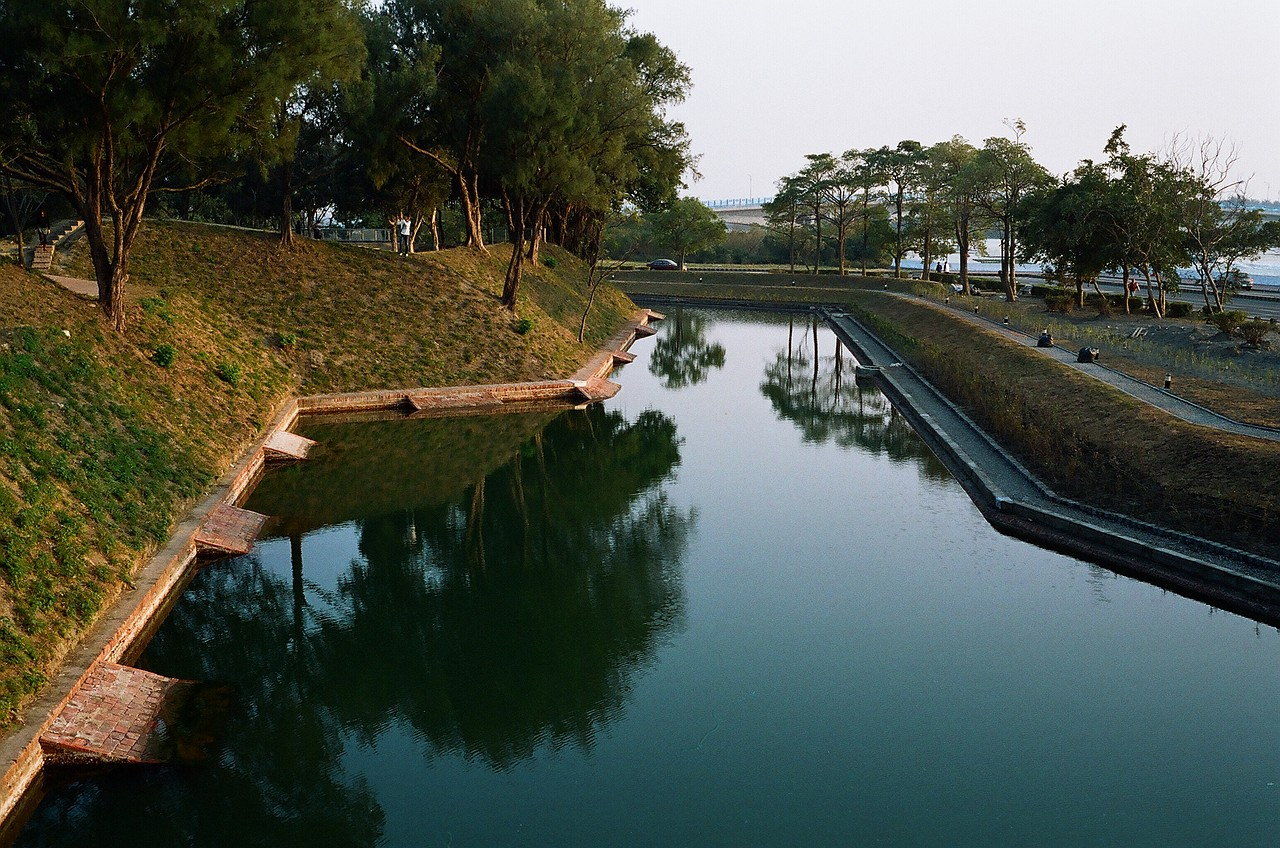
砲臺護城河

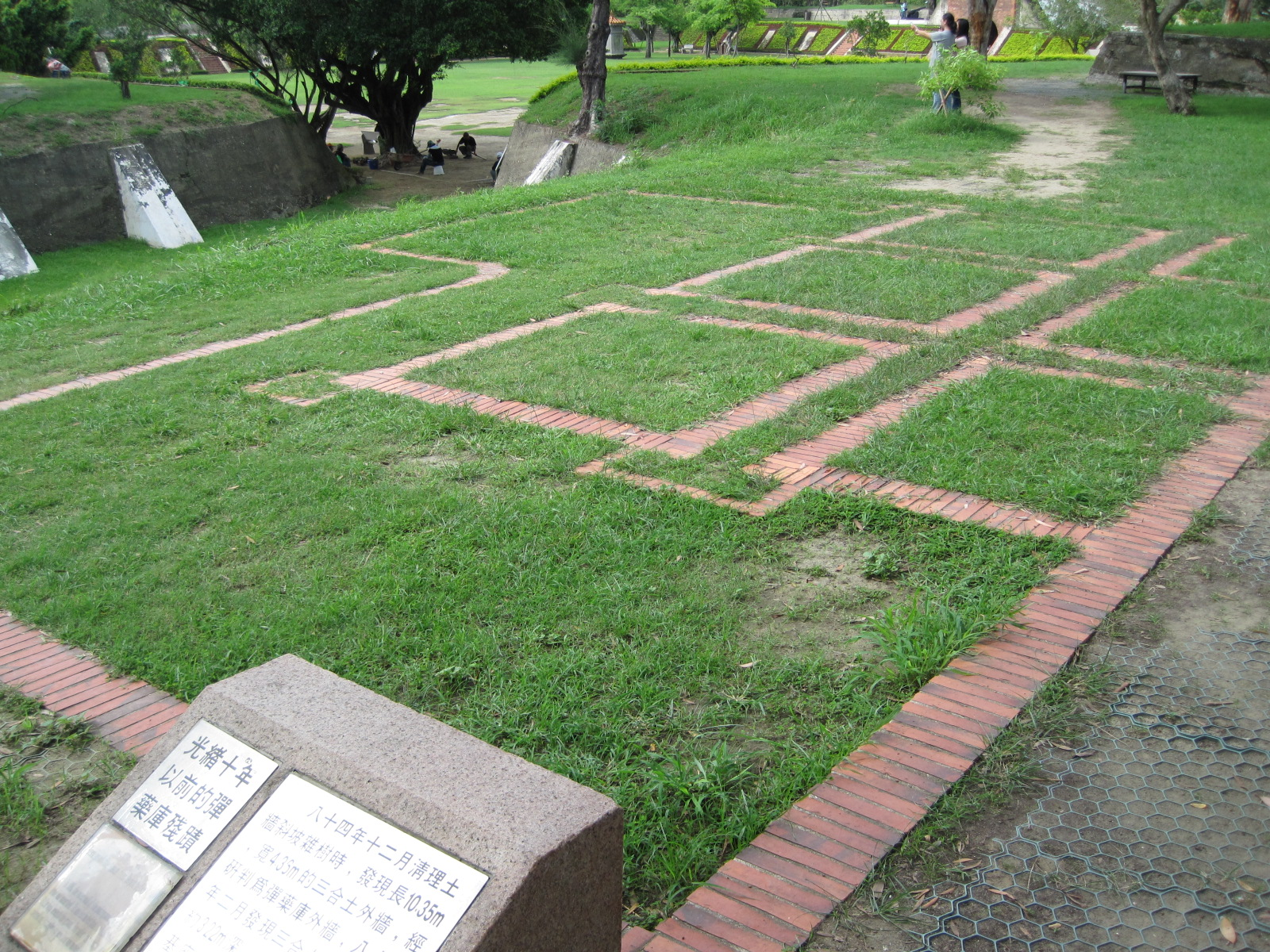
彈藥庫殘跡標示
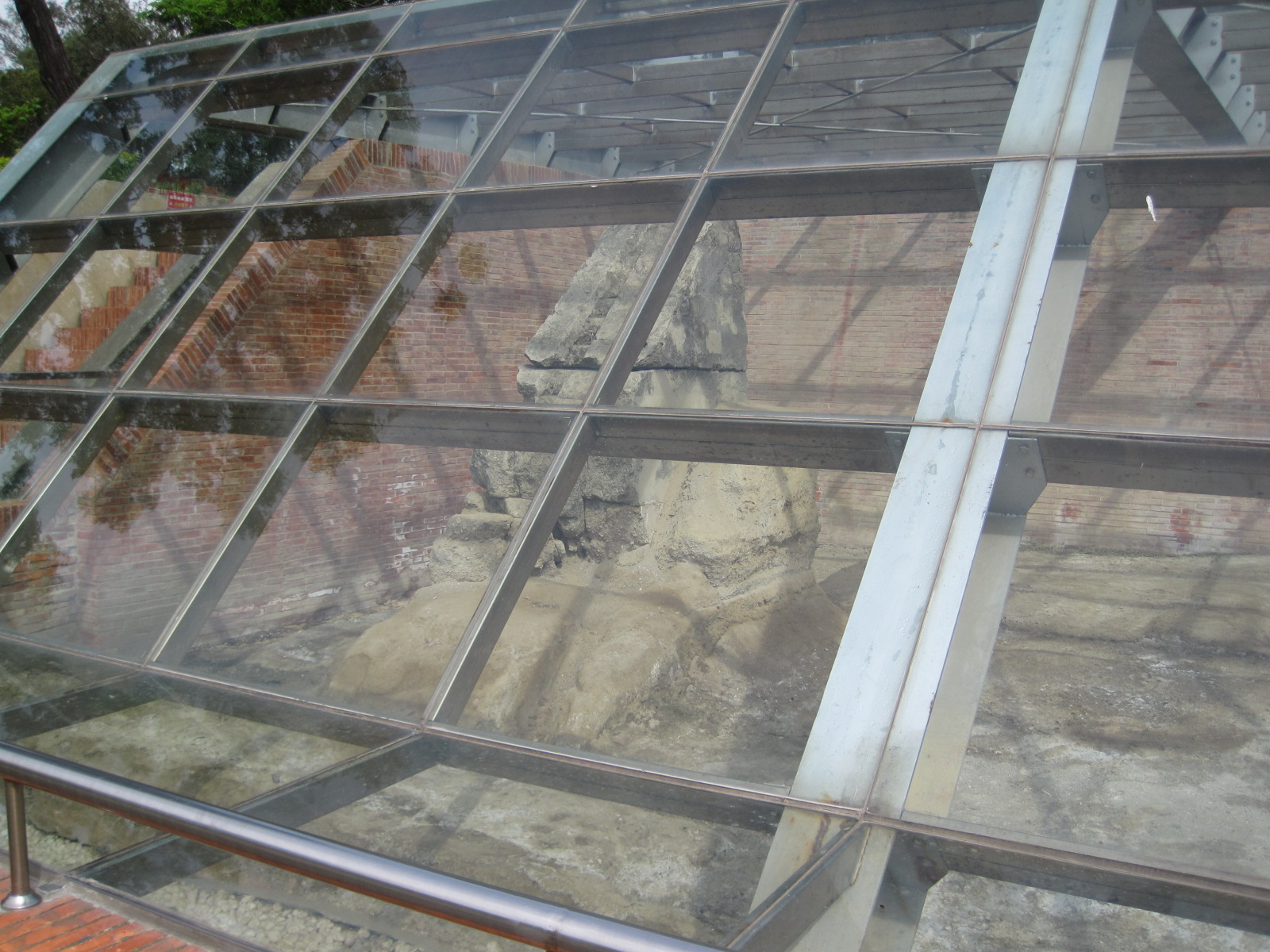
兵房與小礮彈藥庫遺跡
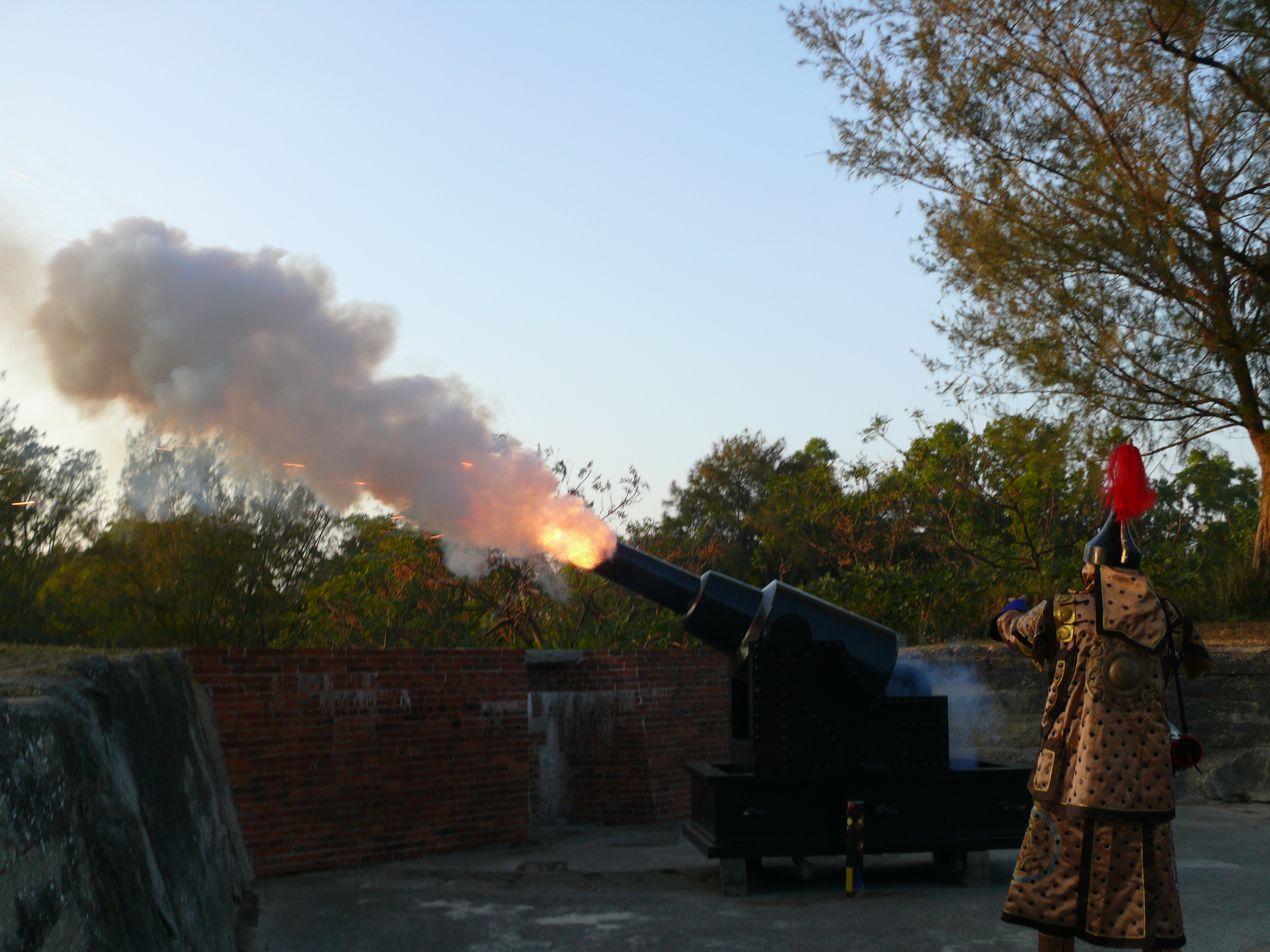
火炮射擊表演
二鯤鯓砲臺鳥瞰圖

## 交通運輸
- 大台南公車[9]：億載金城

| 編號     | 路線                                   | 營運單位 | 備註                                                                                   |
| -------- | -------------------------------------- | -------- | -------------------------------------------------------------------------------------- |
| 2        | 崑山科大－安平白鷺灣社區               | 府城客運 | - 部分班次繞駛復華里。 - 部分班次延駛至三鯤鯓，每日來回共11班。 - 部分班次延駛至四草。 |
| 14       | 台南車站－慈濟高中                     | 府城客運 |                                                                                        |
| 19       | 原住民文化會館－大灣高中               | 巨業交通 | - 平日部分班次延駛至臺南海事。                                                         |
| 98       | 臺南轉運站－七股鹽山                   | 府城客運 |                                                                                        |
| 98區間車 | 臺南轉運站－觀夕平台                   | 府城客運 |                                                                                        |
| 雙層巴士 | 台南火車站（北站）－台南火車站（北站） | 府城客運 | - 例假日行駛。 - 經赤崁樓、安平漁人碼頭、億載金城、孔廟。                              |

- 公共自行車YouBike2.0：億載金城（20車柱）、億載公園（15車柱）

## 外部連結
- 億載金城(二鯤身砲臺)-VR實景分享網（页面存档备份，存于）
- 億載金城 (二鯤鯓砲台)  台南旅遊網（页面存档备份，存于）